# Joseph Würz
Joseph Würz (* 1863; † 1935) war ein bayerischer Metzger und Politiker.

## Werdegang
Würz war Metzgerobermeister aus München. Er war Präsident der Handwerkskammer von Oberbayern und 1. stellvertretender Vorsitzender des Deutschen Handwerks- und Gewerbekammertages.
Nach der Ausrufung des Freistaats Bayern durch Kurt Eisner war er von November 1918 bis Januar 1919 Mitglied des Provisorischen Nationalrats und gehörte der Gruppe der bayerischen Handwerkskammern an. Er war auch Stadtrat in München.
Er war Mitglied des Bezirksausschusses München der Reichsbank sowie Vorsitzender des Aufsichtsrats der Bayerischen Landesgewerbebank.